# 罗裕昌
罗裕昌（1920年2月19日—2012年9月20日），四川省资中县甘露镇人， 国立武汉大学校友。被譽為台鐵電氣化之父。妻子齊邦媛為作家及中國文學學者。

## 生平
- 1945年，武漢大學電機工程系畢業。
- 1946年，抗戰勝利後來台。
- 1948年，與齊邦媛於武大校友會相遇相戀，10月返回上海由父母主持，在新天安堂基督教會結婚。婚後回台。
- 1950年，遷往台中(一住17年)，任職於台灣鐵路管理局 (台鐵) 近40年。1950年代開始，統籌建立台鐵的中央行車控制系統（CTC，Central Traffic Control）自動化號誌工程，原先台灣火車進出車站，需靠著站員以人工控制雙信閉塞或電氣路牌閉塞，1960年11月，首先完成彰化—臺南段更新為CTC自動號誌，為亞洲最早採用CTC之鐵路路段[2][3]。
- 1966年開始，參與國家十大建設，是鐵路電氣化計畫的工程負責人。原台鐵受限於蒸汽火車、柴油客車，產生動力輸出不足而影響車次增加量，造成乘車擁擠、經常誤點、貨物難以消化等窘境，為解決客貨運量的增加，自1973年起計畫電氣化工程，施行範圍以西部幹線縱貫線全線（基隆－高雄間）進行架設1,153公里長高架電車線，採既有路線施工（邊施工、邊營運），分段送電，1979年6月27日全線完工通電試車竣事，同年7月1日在高雄車站舉行通車典禮，次日全線電氣化正式啟用。
- 1979年，鐵路電氣化工程完成通車，獲頒五等景星勳章。2012年9月20日台北逝世，享年93歲。[4]

## 外部連結
- 天下文化-巨流河介紹 （页面存档备份，存于）
- 國家圖書館-當代文學史料影像全文系統
- 九歌文學網 （页面存档备份，存于）
- 爾雅典藏館[永久]
- 中華民國筆會（Taipei Chinese Center, International P.E.N.） （页面存档备份，存于）
- 《昨夜雪深幾許》齊邦媛篇-「多少年前的鐘聲」 陳芳明著 印刻文學出版 2008年